# Maurice Claivaz
Maurice Claivaz (* 3. November 1798 in Sembrancher; † 15. März 1883 in Martigny) war ein Schweizer Politiker und Arzt. 1855/56 gehörte er dem Ständerat an, von 1856 bis 1857 dem Nationalrat. Ausserdem war er Staatsrat des Kantons Wallis.

## Biografie
Claivaz war der Sohn eines Arztes und absolvierte ein Medizinstudium an der Universität Wien. Anschliessend war er als Bezirksarzt für die Bezirke Martigny und Entremont tätig. Bei den Truppen des Kantons Wallis war er Oberst und Chefarzt. Darüber hinaus gründete er das Thermalbad in Saxon, das 1839 den Betrieb aufnahm.
Von 1845 bis 1848 amtierte er als Gemeindepräsident von Sembrancher. Da er gemässigte liberale Ansichten vertrat, gehörte er während der Zeit des Sonderbunds nicht zu den radikalliberalen Exilanten. Nach Ende des Sonderbundskriegs, vertrat er 1847/48 vertrat er Entremont im Grossen Rat, von Dezember 1847 bis Januar 1848 war er Ersatzmitglied der provisorischen Walliser Kantonsregierung. Anschliessend wurde er in den Staatsrat gewählt; bis 1851 war er Vorsteher des Militärdepartements, danach des Erziehungsdepartements. Er gilt als Urheber des Unterrichtsgesetzes von 1849.
1852 zog Claivaz als Vertreter von Martigny wieder in den Grossen Rat ein, der ihn für die Jahre 1855/56 in den Ständerat entsandte. Während er 1853 sein Staatsratsmandat verlor, blieb er bis 1861 Grossrat. Im September 1856 gewann er eine Nachwahl im Nationalratswahlkreis Unterwallis, doch bereits im Oktober des folgenden Jahres wurde er deutlich abgewählt. Von 1869 bis 1873 sass er ein weiteres Mal für Martigny im Grossen Rat.